# Erick Fornaris
Erick Fornaris Alvarez (* 2. Januar 1979 in Havanna) ist ein ehemaliger kubanischer Wasserspringer. Er startete sowohl im Kunstspringen vom 1-m- und 3-m-Brett als auch im 10-m-Turmspringen sowie im 3-m- und 10-m-Synchronspringen.
Fornaris nahm an drei Olympischen Spielen teil. 2000 in Sydney landete er auf Rang 37 vom 3-m-Brett, 2004 in Athen erreichte er die Ränge 22 und 28 vom 3-m-Brett und 10-m-Turm. Im 3-m-Synchronspringen wurde er zusammen mit Jorge Betancourt Vierter. 2008 in Peking startete er im 10-m-Synchronspringen und wurde zusammen mit José Antonio Guerra Siebter.
Zwischen 2001 und 2007 nahm er an vier Schwimmweltmeisterschaften teil. Seine beste Platzierung war dabei ein vierter Platz im 10-m-Synchronspringen 2007 in Melbourne. Bei Panamerikanischen Spielen gewann er drei Silbermedaillen, alle im Synchronspringen. 2003 in Santo Domingo von 3 m und 2007 in Rio de Janeiro von 3 m und 10 m.
Er beendete seine aktive Karriere nach den Olympischen Spielen 2008.